# Georgianoí
Georgianoí är en ort i Grekland.   Den ligger i prefekturen Nomós Imathías och regionen Mellersta Makedonien, i den norra delen av landet, 300 km norr om huvudstaden Aten. Georgianoí ligger 433 meter över havet och antalet invånare är 365.
Terrängen runt Georgianoí är kuperad åt nordost, men åt sydväst är den bergig. Runt Georgianoí är det glesbefolkat, med 9 invånare per kvadratkilometer. Närmaste större samhälle är Véroia, 7,1 km norr om Georgianoí. I omgivningarna runt Georgianoí växer i huvudsak blandskog.